# Lutzomyia petropolitana
Lutzomyia petropolitana är en tvåvingeart som beskrevs av Martins A. V., Silva J. E. 1968. Lutzomyia petropolitana ingår i släktet Lutzomyia och familjen fjärilsmyggor. Inga underarter finns listade i Catalogue of Life.